# Brettanomyces
Brettanomyces is een geslacht van gisten. Het is vooral bekend als een 'alternatieve' gist bij het brouwen, en als een fout bij het wijnmaken.

## Kenmerken
Brettanomyces is door moleculair-genetisch onderzoek geïdentificeerd als de anamorfe of knopvormende verschijningsvorm van dezelfde schimmels die onder de teleomorfe, sporenvormende, verschijningsvorm bekendstaan als Dekkera.
Net als Saccharomyces-gisten zet Brettanomyces suikers door gisting om in alcohol en koolstofdioxide. In vergelijking met Saccharomyces-gisten kan Brettanomyces de suikers echter verder vergisten doordat het in staat is hogere dextrines te hydrolyseren.
De gisting door Brettanomyces-gisten levert enkele typische restproducten op. 4-ethylfenol is verantwoordelijk voor de aardse aroma's van een paardenstal of vochtig leder. 4-ethylguaiacol doet denken aan spek, specerijen of rook.

## Ontdekking
De Deense biochemicus Niels Hjelte Claussen, werkzaam in het laboratorium van Carlsberg, isoleerde in 1904 de gist uit Engels stock beer. Omdat het een heel andere aard had dan de beter bekende Saccharomyces of biergist, gaf hij het de naam Brettanomyces, die verwijst naar Groot-Brittannië.
In 1921 identificeerden de Belgische onderzoekers Kufferath en Van Laer twee Brettanomyces-gisten: B. bruxellensis en B. lambicus, als wilde gisten in de spontane gisting van lambiekbier.
De Nederlander Custers isoleerde in 1940 een tiental stammen, die alle een eigen soortnaam kregen.

## Bier
Het groeiende inzicht in de aard van de gisting en de gist heeft ertoe geleid dat de Brettanomyces-gisten meer en meer werden geweerd en er eerder werd gewerkt met reinculturen van Saccharomyces. Slechts in enkele traditionele biertypes werd hun aanwezigheid geduld, dan wel aangemoedigd.
Wilde Brettanomyces-gisten zijn het bekendst voor de belangrijke rol die zij spelen in de spontane gisting van lambiek, en het karakter dat ze aan het eindproduct geven. In Oude Geuze en Oude Kriek blijven zij langzaam doorwerken.
Bij het bottelen van Orval wordt een kleine hoeveelheid suiker en een geheel eigen Brettanomyces-cultuur voor de nagisting op fles toegevoegd. Deze nagisting is verantwoordelijk voor de opmerkelijke smaakevolutie van Orval.
Bij de nagisting van West-Vlaams roodbruin bier op houten vaten treedt een infectie met Brettanomyces en melkzuurbacteriën op, maar doorgaans wordt dit bier gepasteuriseerd.
Brettanomyces komt ook voor in traditionele Britse bieren, zoals sommige stout, porter en pale ale. In Guinness was het tot circa 1980 aanwezig.
Bieren met een gewoon stamwortgehalte en Brettanomyces-nagisting bereiken mettertijd een hoger alcoholgehalte dan bieren met enkel biergist, omdat zij de aanwezige suikers verder vergisten. Deze bieren hebben daarom de reputatie dat ze veilig door diabetici kunnen worden gedronken.
De belangstelling voor de traditionele Belgische bieren in met name de Verenigde Staten heeft geleid tot een revival. Culturen van Brettanomyces, vooral B. bruxellensis en in mindere mate B. anomalus, worden tegenwoordig commercieel aangeboden aan brouwers. Ambachtelijke en hobbybrouwers experimenteren vooral in de Verenigde Staten met gedeeltelijke of zelfs 100% gisting met Brettanomyces, dat ze gemeenzaam aanduiden als Brett.

## Wijn
Wilde Brettanomyces-cellen zetten zich, net als andere gisten, af op de schil van de wijndruiven, en is dus onvermijdelijk in de traditionele wijnmakerij door spontane gisting. In wijn worden te uitgesproken Brettanomyces-kenmerken echter als een onvolkomenheid ervaren.

## Soorten
Volgens Index Fungorum telt het geslacht twee soorten (peildatum maart 2023):
| Soortnaam                 | Auteur(s)                                                                   | Publicatiejaar |
| ------------------------- | --------------------------------------------------------------------------- | -------------- |
| Brettanomyces acidodurans | G. Péter, Dlauchy, Čadež & A. Tóbiás                                        | 2017           |
| Brettanomyces nanus       | (M.T. Sm., Bat. Vegte & Scheffers) M.T. Sm., Boekhout, Kurtzman & O'Donnell | 1994           |